# تانتویوک
تانتویوک (به اسپانیایی: Tantoyuca) از شهرهای کشور مکزیک است که در ایالت وراکروز قرار دارد و جمعیت آن طبق سرشماری سال ۲۰۱۰ میلادی ۳۰٬۵۸۷ نفر بوده است.